# Live 2013
Live 2013 är ett livealbum med den svenske artisten Olle Ljungström. Albumet släpptes digitalt den 17 december 2021, och innehåller ett antal inspelningar tagna under Ljungströms liveturné våren och sommaren 2013.

## Låtlista
1. "Jag och min far (Live)" - 5:19
2. "En förgiftad man (Live)" - 3:27
3. "Människor kan (Live)" - 5:07
4. "Överallt (Live)" - 4:47
5. "Tysk indian (Live)" - 5:30
6. "Jag spelar vanlig (Live)" - 5:01
7. "En apa som liknar dig (Live)" - 4:51
8. "Min trädgård (Live)" - 6:08
9. "Du var min enda drog (Live)" - 3:42
10. "Världen är så mycket bättre nu (Live)" - 4:25

### Fotnoter
1. ↑  Olle Ljungström - Tidig julklapp. 14 december 2021.